# Krister Sørgård
Krister Sørgård (ur. 20 kwietnia 1970) – norweski biegacz narciarski, zawodnik klubu Kirkenes IL, trener.

## Kariera
W Pucharze Świata zadebiutował 3 marca 1991 roku w Lahti, zajmując 22. miejsce w biegu na 30 km stylem dowolnym. Pierwsze pucharowe punkty (w sezonach 1985/86-1991/92 punktowało tylko piętnastu najlepszych zawodników) zdobył 3 stycznia 1993 roku w Kawgołowie, gdzie był trzynasty w tej samej konkurencji techniką klasyczną. Na podium zawodów tego cyklu stanął raz: 16 marca 1996 roku w Holmenkollen, kończąc rywalizację na dystansie 50 km stylem klasycznym na drugiej pozycji. W zawodach tych rozdzielił swego rodaka, Erlinga Jevne i Szweda Andersa Bergströma. Najlepsze wyniki osiągnął w sezonie 1996/1997, kiedy w klasyfikacji generalnej zajął 21. miejsce.
W 1993 roku wystartował na mistrzostwach świata w Falun, gdzie był dwunasty w biegu na 10 km techniką klasyczną oraz dziesiąty w biegu łączonym. Nigdy nie wziął udziału w igrzyskach olimpijskich.
Po zakończeniu kariery zawodniczej został trenerem. W latach 2003–2006 był głównym trenerem męskiej reprezentacji Norwegii.

## Osiągnięcia

### Mistrzostwa świata
| Miejsce | Dzień     | Rok  | Miejscowość | Konkurencja             | Czas biegu | Strata  | Zwycięzca                     |
| ------- | --------- | ---- | ----------- | ----------------------- | ---------- | ------- | ----------------------------- |
| 12.     | 22 lutego | 1993 | Falun       | 10 km stylem klasycznym | 24:51,6    | +55,1   | Sture Sivertsen               |
| 10.     | 24 lutego | 1993 | Falun       | 10+15 km pościgowy      | 1:01:45,0  | +2:00,4 | Bjørn Dæhlie Władimir Smirnow |

### Puchar Świata

#### Miejsca w klasyfikacji generalnej
- sezon 1992/1993: 26.
- sezon 1993/1994: 41.
- sezon 1994/1995: 55.
- sezon 1995/1996: 27.
- sezon 1996/1997: 21.
- sezon 1997/1998: 22.
- sezon 1998/1999: 57.
- sezon 1999/2000: 49.
- sezon 2000/2001: 60.

#### Miejsca na podium
| Nr | Dzień    | Rok  | Miejscowość  | Konkurencja             | Czas biegu | Strata  | Pozycja | Zwycięzca    |
| -- | -------- | ---- | ------------ | ----------------------- | ---------- | ------- | ------- | ------------ |
| 1. | 16 marca | 1996 | Holmenkollen | 50 km stylem klasycznym | 2:32:29,7  | +1:46,4 | 2.      | Erling Jevne |